# Louriça
Alto da Louriça, ou apenas Louriça, é o ponto mais alto da Serra Amarela, com uma altitude em relação ao nível do mar de 1359 metros. Constitui um dos mais espectaculares miradouros naturais sobre a Serra e sobre o rio Lima e é visível desde vários pontos do Parque Nacional da Peneda-Gerês. Serve ainda de limite administrativo entre os concelhos de Ponte da Barca e Terras de Bouro. Do Alto da Louriça, observa-se a paisagem natural, algumas cabanas de pastor e ainda dois fojos do lobo, outrora usados como armadilhas daquela espécie, hoje protegida. O seu acesso é idealmente feito a pé ou de bicicleta, tendo em conta que o seu acesso automóvel é condicionado.